# فلایر
فلایر (انگلیسی: Flyr) شرکت هواپیمایی نروژی است، که در سال ۲۰۲۰ تأسیس شد.